# 클린콘텐츠
클린콘텐츠(Clean Contents)는 유해한 내용이 없으며 우리에게 콘텐츠를 통해 풍부한 정서적 함양을 도와주고, 교육적이고 건강한 재미와 정보를 제공하는 내용을 담은 콘텐츠를 말한다. 
2008년 대한민국에서 결성된 클린콘텐츠국민운동본부(Clean Contents Movement Alliance)에서 처음 정의하였다. 콘텐츠의 클린 정도를 파악할 수 있는 클린지수를 개발하였고 이를 기준으로 영화, 게임, 애니메이션, 출판, 음안, 방송드라마, 방송교양오락, 광고, 교육콘텐츠, 공연, UCC, 인터넷 부문별로 클린콘텐츠 상위 10개를 선정하고 베스트 클린콘텐츠를 소개하는 클린웹진을 발행하고 있다. 